# Mitrella callimorpha
Mitrella callimorpha är en snäckart som först beskrevs av Dall 1919.  Mitrella callimorpha ingår i släktet Mitrella och familjen Columbellidae. Inga underarter finns listade i Catalogue of Life.